# Parque Nacional Sierra de Agalta
O Parque Nacional Sierra de Agalta é um parque nacional nas Honduras. Foi estabelecido a 1 de janeiro de 1987 e cobre uma área de 207,85 quilómetros quadrados, e tem uma altitude entre 1.800 e 2.354 metros.